# Vignoble de la Galice

Les DO de Galice

Le vignoble de Galice produit des vins blancs secs, frais et aromatiques, à base du cépage Albariño. La DO la plus réputée est Rias Baixas.
La région de la Galice rencontre beaucoup de succès pendant les vendanges de raisin, avec une moyenne de 100 hectolitres par hectare. La plupart des vignobles de la région sont dans le sud, dans les provinces d’Ourense et Pontevedra, bien qu'il existe quelques plantations importantes à Lugo, à l'est. Les régions les plus proches du fleuve Miño produisent souvent des vins de cépage Albariño , Loureira et Caíño blanc. 

## Histoire
Les Romains ont introduit la culture du raisin en Galice. À la fin du IXe siècle, la main d'œuvre des religieux a propagé la culture de la vigne dans toute la région. À cette époque, le vin était utilisé pour rendre hommage aux monastères et aux seigneurs féodaux.
Au XIVe siècle, la Galice a exporté des clones de vignes vers d'autres vignobles Européens. Au XIXe siècle, la région a subi une crise économique et de nombreux vignobles ont été abandonnés en raison de l’émigration des travailleurs. Ce sont les vendangeurs galiciens qui ont contribué par leur travail à développer les vignobles en terrasses dans la région du vin de Porto à Duoro. Lorsque l'Espagne a rejoint l'Union européenne en 1985, les fonds ont commencé à arriver à Galice pour contribuer à la résurgence de l'industrie du vin. 

## Géographie

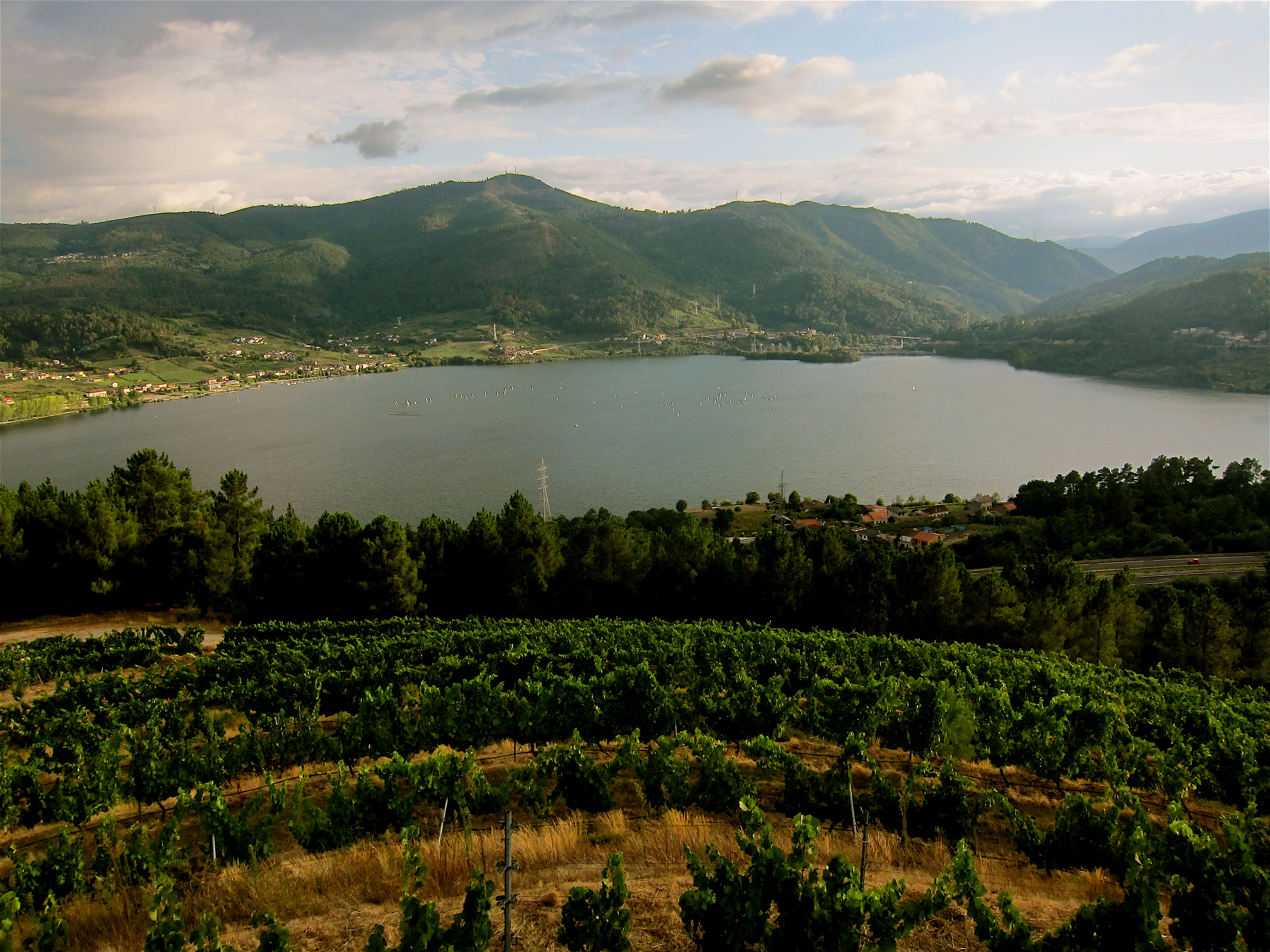
Les vignobles de Galice sont influencés par une humidité importante due à sa proximité avec l'Atlantique.

Située le long de la côte atlantique, la chaîne de montagnes de la Sierra de los Ancares forme la frontière avec la communauté autonome Castilla y León à l'est et la rivière Miño fait partie de la frontière avec le Portugal au sud. La proximité de la région du Portugal et son isolement du reste de l'Espagne a influencé le style des vins de Galice, et beaucoup sont plus proches de vins portugais que le reste des vins espagnols.
La Galice est une avancée de roches anciennes sur l'océan Atlantique sous un climat océanique. À l'intérieur, un vaste plateau ondulé, entouré de massifs anciens, constitue une barrière qui a longtemps maintenu le pays dans un quasi-isolement. 
De profondes rias, alternant avec des caps massifs qui projettent de hautes falaises dans l'océan, ont créé un milieu propice à la vie maritime. Une forte pression démographique sur la terre a conduit à un morcellement extrême des exploitations agricoles.

## Climat
La Galice a un climat très humide avec une pluviométrie moyenne de plus de 1 300 mm par an. Les plus de 2 000 heures d'ensoleillement que la région reçoit contribuent à la haute humidité dans la région. 
La Galice a un climat atlantique et varié tout au long des cinq appellations d'origine qui permet de donner des vins frais et uniques, alors que la plupart du territoire espagnol est sous l'influence d'un climat méditerranéen, plus approprié pour produire des vins rouges avec beaucoup de couleurs et de concentration. 
Cette communauté autonome présente trois zones climatiques. Dans les Rías Altas (es), la pluie tombe environ 150 jours par an, avec des précipitations de 1 000 mm. Dans la Corogne, la température annuelle moyenne est de 14 °C. L'ensoleillement est aussi important : il est de plus de 2000 heures par an. Dans les Rias Baixas, le climat est assez agréable même si à cause des vents du sud-ouest il y pleut souvent durant l'année. La moyenne annuelle en termes de précipitations est de 1 500 mm. La température à l'intérieur des terres varie énormément : elle est de 4 °C environ en hiver et de 31 °C durant les saisons chaudes. Des gelées arrivent en général en hiver.

## Sol
La Galice a une diversité des sols, des orientations et de l'altitude, ce qui permet à chacune de ces variétés de s'adapter parfaitement en fonction des conditions météorologiques. 
Les sols sont en général fertiles et profonds, composés de sédiments pas très anciens (du Miocène au Quaternaire) et de matériaux siliceux dans les zones plus élevées. Avec le climat marqué par la Méditerranée, la Galice dispose d'étés exceptionnellement chauds et secs, un facteur très important pour que les vignes prospèrent et offrent des produits de haute qualité. Les sols les plus communs sont :
- Granitique et sable : Ces sols sont appropriés pour la production de vins de haute qualité. Ce sont généralement des sols infertiles qui conservent peu d'humidité, ce qui garantit à la plante une maturation prématurée. Ils proviennent de la dégradation des roches granitiques avec un pH faible très approprié pour la production des vins blancs .
- Ardoise : Ce sont des sols qui permettent d'obtenir des vins minéraux de très haute qualité avec un grand potentiel de vieillissement. Une partie de cette région comporte des sols schisteux adaptés aux périodes de sécheresse. Ce type de sol protège les racines en gardant des niveaux stables d'humidité et de chaleur qui est libérée pendant les basses températures nocturnes, un facteur très important pour la maturation.
- Argile : Ce sont des sols compacts, qui retiennent plus d'humidité que les autres types de sol, et en temps de sécheresse ils servent de réservoir d'humidité pour combler les besoins de la plante. Ils sont généralement plus compacts, ce qui donne des vins charpentés.

## Viticulture

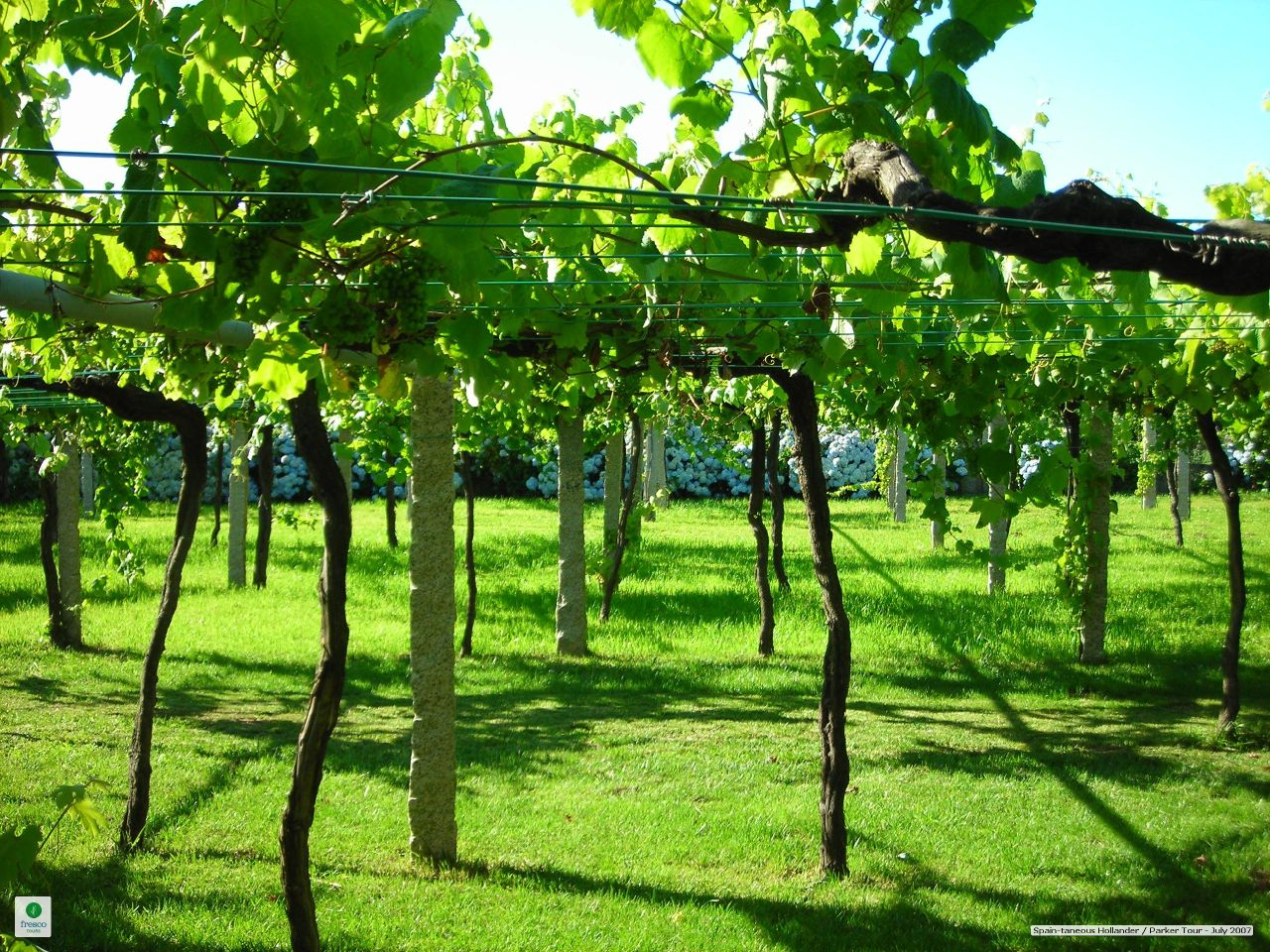
Vignes en Galice.

Dans cette région espagnole cohabitent deux types de viticulture : les vignobles aux ceps taillés courts, qui se trouvent uniquement à l'intérieur des terres, et des vignes menées en hauteur qui se situent le long des côtes. 
Ce dernier mode de conduite est appelé parrales. Les vignes grimpent le long de poteaux et s'entortillent autour des treilles disposées de façon à les protéger de l'humidité.

## Dénominations d’origine
Le vignoble de la Galice comporte cinq DO. Ce sont les appellations suivantes : Monterrei, Rías Baixas, Ribeira Sacra ,O Ribeiro, Valdeorras.
Trois vins de pays y sont également produits. Ce sont les appellations suivantes : Betanzos, Val do Miño-Ourense, appelé Valle del Miño-Orense en castillan, et Barbanza e Iria.

### D.O.C Monterrei
L’appellation d'Origine Valle de Monterrei qui a été reconnue par la Xunta de Galicia en janvier 1995, est l'une des cinq appellations d'origine existant dans la Communauté autonome de Galice. Géographiquement, elle est située au sud-est de la province d'Orense, près de la frontière avec le Portugal.
La zone de production des vins protégés par cette désignation se compose des terres que la Commission de contrôle considère appropriées pour la production de raisins des variétés protégées. Les municipalités englobantes sont : Monterrei, Oimbra, Verin, Castrelo do Val et Vilardevós Riós.  
Dans le PDO Monterrey on différencie deux sous-zones: 
- Sous-zone Valle de Monterrei. Elle a des températures élevées pendant les périodes de maturation, favorables pour les variétés tardives.
- Sous-zone Ladera de Monterrei. Grâce à son altitude, elle a des températures plus douces, bénéfique pour les cépages de maturation précoce.

Bien que Verin soit la tête de la région, Monterrei, avec son château et son Parador, a le plus grand attrait touristique de la région.

### D.O.C Rías Baixas
La dénomination correspond géographiquement aux Rias Baixas mais inclut deux zones du sud de la province de Pontevedra, Soutomaior et O Rosal, cette dernière délimitant la frontière entre la Galice et le Portugal. 
Un rías baixas est vinifié à partir des cépages Albariño, Treixadura, Loureira et Caíño blanco ; à eux quatre, ils doivent représenter au moins 70 % des cépages utilisés. Si l'étiquette comporte la mention Albariño, le vin sera constitué par ce seul cépage, à hauteur de 70 % minimum. Et si elle comporte la mention barrica, le vin aura bénéficié d'un élevage d'au moins trois mois en fûts de chêne.
L’Albariño est sans aucun doute le meilleur vin blanc d’Espagne. Le raisin albariño a été introduit en Galice par les moines français et allemands vers le Moyen Âge, au XIIe siècle. Il partage les vignobles avec d’autres espèces : Mencía et Espadeiro entre autres. Cambados est la capitale historique de l’Albariño, qu’elle fête tous les ans au début du mois d’août lors de la fête de l’Albariño. Cette fête est considérée comme Fête d’Intérêt Touristique National.
Ce qui caractérise ce raisin est son arôme, ses similitudes avec la pêche. C’est un vin blanc sec, très léger et exquis. Dans la zone de O Salnes, il peut atteindre les 13º. Les sols des vignobles de la région sont constitués de granite et situés dans un climat maritime humide. L’Albariño accompagne à merveille tous les plats de fruits de mer. Par ailleurs, l'appellation Rías Baixas est divisée en cinq sous-zones :
- Condado de Tea (545 hectares de vignes), près de la frontière avec le Portugal. Les vins présentant cette mention contiennent au moins 70 % d'Albariño et Treixadura.
- Rosal (312 hectares de vignes) près de la côte sud de la ville de Vigo. C'est le terroir le plus chaud des Rías Baixas. Les vins présentant cette mention contiennent au moins 70 % d'Albariño et de Loureira.
- Ribeira do Ulla (46 hectares de vignes) au sud de Saint-Jacques-de-Compostelle. Ce sont majoritairement des vins rouges.
- Soutomaior (19 hectares de vignes) le long de la rivière Verdugo. Vin exclusivement composé d'Albariño.
- Val do Salnés (1 487 hectares de vignes), près de la côte au nord de la ville de Pontevedra. C'est le véritable foyer de l'Albariño[réf. souhaitée]. Les vins présentant cette mention contiennent au moins 70 % d'Albariño.

### D.O.C Ribeira Sacra

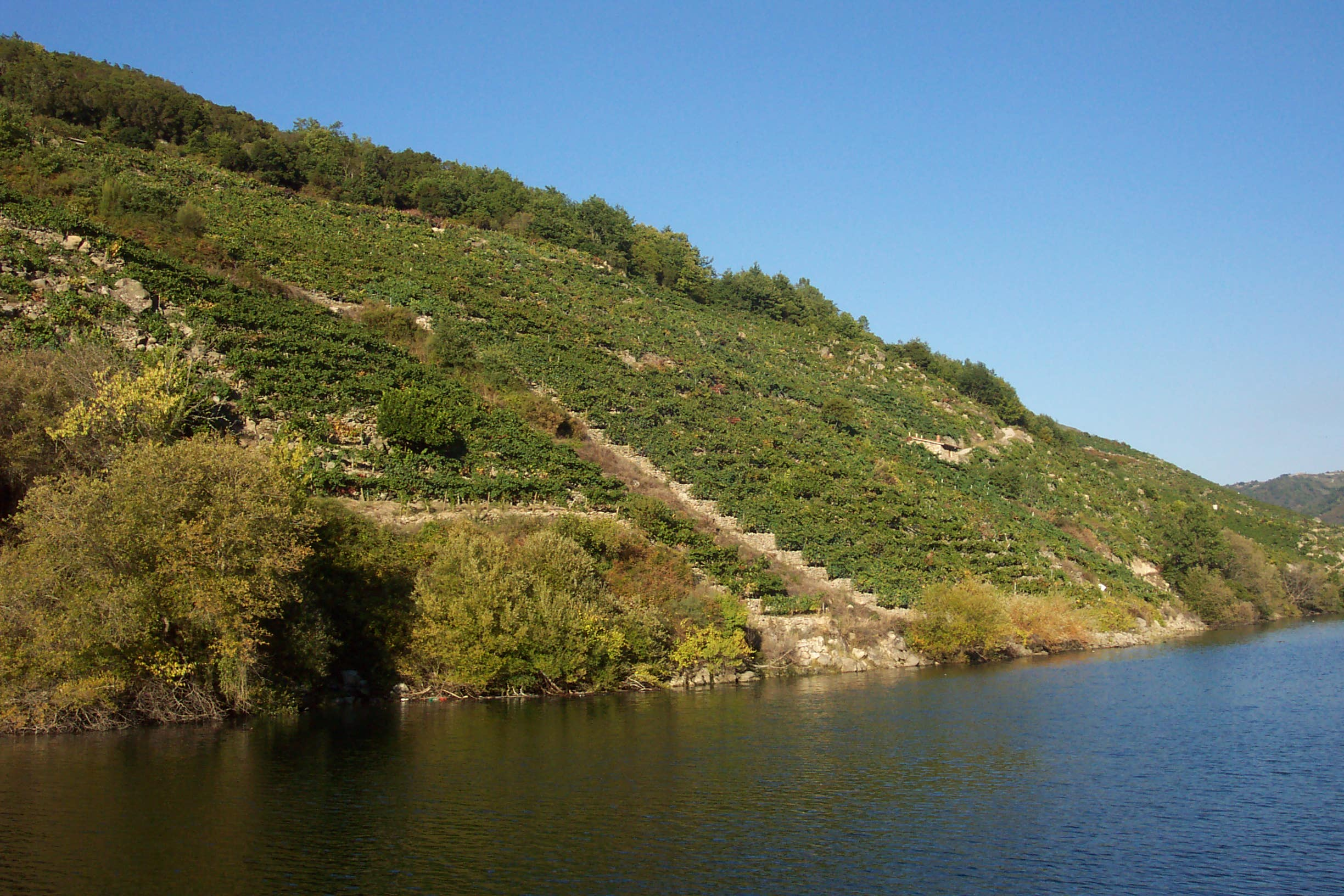
Vignobles de Ribeira Sacra, Ourense.

Surnommée l’or liquide du fleuve Sil, la dénomination d’origine Ribeira Sacra se trouve dans les provinces de Ourense et Lugo, et est divisée en cinq sous-régions : Amandi, Chantada, Quiroga-Bibei, Ribeiras do Miño et Ribeiras do Sil. Les variétés de raisin dominantes sont des raisins rouges, principalement la mencia et godello de vin blanc. La production est d'environ 45 000 hectolitres de vin rouge contre 5 000 de vin blanc (données 2005).
L’orographie prononcée donne à cette zone un microclimat qui, avec l’orientation sud des terrasses vinicoles, permet la maturation adéquate des raisins sur le bord des fleuves Sil et Miño.
Les vins rouges sont élaborés principalement à base de Mencia et sont réputés pour leur brillance, leur couleur rouge intense et des tons cerise et pourpre. Aimables et fruités à l’odeur, ils sont très savoureux au palais avec une touche d’acidité très bien équilibrée et un haut pourcentage d’alcool. L’arrière goût est élégant et rappelle les baies des bois. Les vins blancs sont quant à eux élaborés à base de godello ; ce sont des vins frais, splendides en bouche et à l’arôme fort.

### D.O.C Ribeiro
La capitale du Ribeiro est Rivadavia. Tout au long de ses riviera, on cultive le Ribeiro, autre grand vin blanc de Galice après l’Albariño. À base de Treixadura, un raisin de la région, on élabore un vin frais, léger, jeune et avec une touche de notes fruitées et des arômes floraux. Il entre comme si c’était de l’eau et est très agréable au palais. Il se sert généralement dans un petit verre en faïence appelé « cunca » ou tasse.

### D.O.C Valdeorras
Située au nord-est de la province de Ourense, en Galice, cette dénomination d’origine sert pour l’élaboration des bouillons de la région et est à base de raisins Godello, Doña Blanca et Palomino pour les vins blancs et Mencía, Merenzao, Grao Negro et Alicante pour les vins rouges. 
Le Godello est une variété autochtone du Barco de Valdeorras, et a été récupérée ces dernières années. Elle présente un corps solide et de fines et délicates nuances imprégnées d’une subtilité et d’une complexité remarquables. Elle répand un arôme de pommes avec un arrière goût très marqué.   
Les vins rouges élaborés à partir de la variété Mencia sont réputés pour leur intense couleur rubis obscure. En bouche, ils adoptent une saveur de mûre et de fruits des bois pour terminer sur une gorgée longue et soyeuse. Leur structure est propre et très intense.

## Types de vin
Les vins rouges légers sont principalement produites avec raisins Mencia mais en général, les rouges de Galice sont des rouges puissants, notamment le Monterrei. Les vins de Verín, sur des versants regardant le Portugal tout proche, titrent jusqu'à 14 % vol.
Les galiciens blancs ont longtemps été réputés trop acides et légers. Parfois pétillants, en général vinifiés pour être consommés jeunes, ils sont en tous cas plus attrayants que les rouges. Les vins blancs sont un mélange de Torrontés et Treixadura. Il y a aussi des vins blancs dominés par le cépage Godello. Des cépages autochtones aromatiques tels que l'Albariño et le Verdello (nom local du godello), mais aussi le Caiño, le Lado, le Loureira, et le Treixadura, bien vinifiés, peuvent donner des résultats réellement intéressants, aussi a-t-on recommencé à les planter depuis le début des années 90. L'Albariño est l'accompagnement idéal des produits de la pêche régionale. Et le verdello donne des vins fins et délicats.

## Économie
D'un côté, le secteur du vin galicien, orné d'appellations d'origine comme Ribeiro, Valdeorras ou Rias Baixas, a relevé un des importants défis pour la Galice, structurer l'économie d'une activité naissante liée au vin, l’œnotourisme. Il y a une nécessité d'améliorer la promotion des vins de Galice à l'étranger, en collaboration avec les différentes dénominations d'origine de la Galice.
D'un autre côté, le vin galicien est devenu un nouvel investissement à la mode, bien que le secteur des boissons alcoolisées perde sa valeur sur le marché espagnol, en particulier par la voie touristique. 
Malgré la crise, les différentes dénominations d'origine galicienne ont attiré l'attention des investisseurs et des établissements vinicoles nationaux et internationaux ce qui leur a permis d'accroître leurs exportations, en particulier dans le cas des vins blancs. 
L'ouverture des portes galiciennes à l'étranger a inclus des marchés tels que la Chine, le Brésil, la Russie et le Japon. 
Au cours des cinq dernières années, les exportations de vin de Galice ont augmenté de 30%, passant de 33 500 hectolitres en 2007 à plus de 45 700 en 2012. 

## Œnotourisme
De nombreuses offres sont proposées, avec des forfaits variés. Des randonnées entre les vignobles de la région accompagnés par un guide sont proposées, ainsi que la visite du spectaculaire Sanctuaire de Ermitas et Petín. L’Adega da Pinguela est aussi importante à visiter, c'est une zone de la grotte typique de Valdeorras. 
Une caractéristique de cette DO est ce type de construction dans les caves où diverses dégustations sont organisées.